# 巴克斯克里克鎮區 (北卡羅萊納州傑克遜縣)
巴克斯克里克鎮區（英語：Barker Creek Township）是位於美國北卡羅萊納州傑克遜縣的一個鎮區。

## 地方資料
巴克斯克里克鎮區的面積為58.01平方千米，皆為陸地。根據2020年美國人口普查的數據，當地共有人口1946人，而人口密度為每平方千米33.55人。